# Cité de Varenne
Cité de Varenne är en återvändsgata i Quartier Saint-Thomas-d'Aquin i Paris sjunde arrondissement. Cité de Varenne börjar vid Rue de Varenne 51.
Enligt en teori syftar gatans namn på en jaktmark (på franska varenne), rik på vilt. (Se vidare Rue de Varenne.)

## Omgivningar
- Chapelle de l'Épiphanie
- Square Boucicaut
- Square Roger-Stéphane
- Rue Juliette-Récamier

## Bilder
| - Cité de Varenne. - Inskription med gatans namn. - Chapelle de l'Épiphanie. - Square Boucicaut. |

## Kommunikationer
- Tunnelbana – linjerna   – Sèvres – Babylone
- Tunnelbana – linje  – Rue du Bac
- Tunnelbana – linje  – Varenne
- Busshållplats Charlotte Perriand – Paris bussnät

### Webbkällor
- ”Cité de Varenne”. Mairie de Paris. https://web.archive.org/web/20160303173625/http://www.v2asp.paris.fr/commun/v2asp/v2/nomenclature_voies/Voieactu/9652.nom.htm. Läst 30 oktober 2023.
- ”Cité de Varenne (7ème arrondissement)”. Les rues de Paris. https://web.archive.org/web/20160409054608/http://www.parisrues.com/rues07/paris-07-cite-de-varenne.html. Läst 30 oktober 2023.